# Esiliiga 2020
L'Esiliiga 2020 è stata la 30ª edizione della seconda divisione del campionato di calcio estone. Il campionato si è disputato tra il 5 marzo e il 29 novembre 2020 ed è stato vinto dal Vaprus Pärnu per la terza volta nella sua storia.

## Stagione

### Novità
Dalla Meistriliiga 2019 è retrocesso il Maardu, mentre dall'Esiliiga B sono stati promossi Nõmme United, Vaprus Vändra e Pärnu JK (quest'ultimo dopo aver vinto lo spareggio). Queste squadre sostituiscono il TJK Legion promosso in Meistriliiga, il Tarvas Rakvere, il Kalev Tallinn Under-21 e il Welco Tartu retrocessi in Esiliiga B.

### Formula
Le 10 squadre partecipanti si affrontano in un doppio girone di andata e ritorno, per un totale di 36 giornate. La squadra prima classificata viene promossa in Meistriliiga, mentre la seconda disputa uno spareggio contro la penultima della Meistriliiga. Sono escluse dalla possibilità di promozione le formazioni Under-21. Le ultime due classificate retrocedono direttamente in Esiliiga B, mentre l'ottava classificata disputa uno spareggio contro la terza dell'Esiliiga B.

### Avvenimenti
Il 13 marzo, dopo la prima giornata, la EJL decreta la sospensione del campionato fino al 1º maggio a causa della pandemia di COVID-19.
Il campionato è effettivamente ripreso dal 24 maggio, ma a causa della lunga sosta è stato modificato il formato cosicché, invece del secondo girone di ritorno, dopo 27 giornate le squadre saranno divise in due gruppi, sei nella poule promozione e quattro nella poule retrocessione; tutte le squadre inizieranno il girone con i punti totalizzati durante la stagione regolare. Ogni squadra incontra le altre del proprio gruppo, in partite di sola andata, rispettivamente, per un totale di altre cinque e tre giornate.
Il Vaprus Pärnu ha vinto il campionato alla penultima giornata, conquistando così anche la promozione in Meistriliiga. Sempre con due giornate di anticipo il Maardu si è qualificato per lo spareggio valevole un posto in massima serie, poi perso contro il Kuressaare.

## Squadre partecipanti
| Club                | Città        | Stadio                     | Posizione 2019                           |
| ------------------- | ------------ | -------------------------- | ---------------------------------------- |
| Elva                | Elva         | Elva Linnastaadion         | 5º posto in Esiliiga                     |
| Flora Tallinn U21   | Tallinn      | Sportland Arena            | 2º posto in Esiliiga                     |
| Järve Kohtla-Järve  | Kohtla-Järve | K-J Spordikeskuse Staadion | 7º posto in Esiliiga                     |
| Levadia Tallinn U21 | Tallinn      | Maarjamäe Staadion         | 6º posto in Esiliiga                     |
| Maardu              | Maardu       | Maardu Linnastaadion       | 10º posto in Meistriliiga                |
| Nõmme United        | Tallinn      | Männiku Staadion           | 1º posto in Esiliiga B                   |
| Pärnu JK            | Pärnu        | Pärnu Rannastaadion        | 3º posto in Esiliiga B, vince i play-off |
| Tammeka Tartu U21   | Tartu        | Sepa Staadion              | 4º posto in Esiliiga                     |
| Vaprus Pärnu        | Pärnu        | Pärnu Rannastaadion        | 3º posto in Esiliiga                     |
| Vaprus Vändra       | Vändra       | Vändra Staadion            | 2º posto in Esiliiga B                   |

## Stagione regolare
|  | Pos. | Squadra                 | Pt | G  | V  | N | P  | GF | GS | DR  |
|  | ---- | ----------------------- | -- | -- | -- | - | -- | -- | -- | --- |
|  | 1.   | Vaprus Pärnu            | 58 | 27 | 17 | 7 | 3  | 63 | 24 | +39 |
|  | 2.   | Maardu                  | 57 | 27 | 18 | 3 | 6  | 59 | 34 | +25 |
|  | 3.   | Nõmme United            | 46 | 27 | 13 | 7 | 7  | 66 | 36 | +30 |
|  | 4.   | Elva                    | 42 | 27 | 12 | 6 | 9  | 45 | 45 | 0   |
|  | 5.   | Flora Tallinn U21 *     | 39 | 27 | 11 | 6 | 10 | 46 | 36 | +10 |
|  | 6.   | Tammeka Tartu U21 *     | 38 | 27 | 12 | 2 | 13 | 43 | 50 | -7  |
|  | 7.   | Levadia Tallinn U21 *   | 35 | 27 | 10 | 5 | 12 | 36 | 39 | -3  |
|  | 8.   | Pärnu JK                | 31 | 27 | 8  | 7 | 12 | 49 | 55 | -6  |
|  | 9.   | Vaprus Vändra           | 29 | 27 | 9  | 2 | 16 | 42 | 64 | -22 |
|  | 10.  | Järve Kohtla-Järve (-3) | 3  | 27 | 1  | 3 | 23 | 13 | 79 | -66 |

Legenda:

      Ammesse alla Poule promozione
      Ammesse alla Poule retrocessione
Note:

Tre punti a vittoria, uno a pareggio, zero a sconfitta.
La classifica viene stilata secondo i seguenti criteri:
- Punti conquistati
- play-off (solo per decidere la squadra campione)
- Meno partite perse a tavolino
- Partite vinte
- Punti conquistati negli scontri diretti
- Differenza reti negli scontri diretti
- Differenza reti generale
- Reti totali realizzate
- Fair-play ranking

## Poule promozione e retrocessione

### Classifica finale
|  | Pos. | Squadra                 | Pt | G  | V  | N | P  | GF | GS | DR  |
|  | ---- | ----------------------- | -- | -- | -- | - | -- | -- | -- | --- |
|  | 1.   | Vaprus Pärnu            | 65 | 32 | 19 | 8 | 5  | 72 | 30 | +42 |
|  | 2.   | Maardu                  | 64 | 32 | 20 | 4 | 8  | 68 | 45 | +23 |
|  | 3.   | Nõmme United            | 55 | 32 | 16 | 7 | 9  | 76 | 43 | +33 |
|  | 4.   | Flora Tallinn U21 *     | 51 | 32 | 15 | 6 | 11 | 64 | 46 | +18 |
|  | 5.   | Elva                    | 49 | 32 | 14 | 7 | 11 | 54 | 52 | +2  |
|  | 6.   | Tammeka Tartu U21 *     | 39 | 32 | 12 | 3 | 17 | 47 | 68 | -21 |
|  |      |                         |    |    |    |   |    |    |    |     |
|  | 7.   | Levadia Tallinn U21 *   | 41 | 30 | 12 | 5 | 13 | 42 | 41 | +1  |
|  | 8.   | Pärnu JK                | 40 | 30 | 11 | 7 | 12 | 61 | 56 | +5  |
|  | 9.   | Vaprus Vändra           | 32 | 30 | 10 | 2 | 18 | 47 | 72 | -25 |
|  | 10.  | Järve Kohtla-Järve (-3) | 3  | 30 | 1  | 3 | 26 | 13 | 91 | -78 |

Legenda:

      Promossa in Meistriliiga 2021

 Ammessa agli spareggi promozione o retrocessione

      Retrocessa in Esiliiga B 2021

(*) squadra ineleggibile per la promozione.
Note:

Tre punti a vittoria, uno a pareggio, zero a sconfitta.

## Spareggi

### Play-off
|            | Risultati |            | Luogo e data                 |
| ---------- | --------- | ---------- | ---------------------------- |
| Maardu     | 3 - 5     | Kuressaare | Maardu, 9 dicembre 2020      |
| Kuressaare | 4 - 2     | Maardu     | Kuressaare, 12 dicembre 2020 |
|            |           |            |                              |

### Play-out
|          | Risultati |          | Luogo e data               |
| -------- | --------- | -------- | -------------------------- |
| Tabasalu | 1 - 3     | Pärnu JK | Tabasalu, 29 novembre 2020 |
| Pärnu JK | 5 - 1     | Tabasalu | Pärnu, 5 dicembre 2020     |
|          |           |          |                            |